# National Cartoon Museum
L’International Cartoon Museum était un musée américain consacré à la bande dessinée et aux dessins animés principalement américains. Créé par l'auteur de comic strip Mort Walker, il fut ouvert de 1974 à 2002 à divers endroits des États-Unis. En 2008, sa collection fut intégrée au Billy Ireland Cartoon Library & Museum.

## Histoire
Mort Walker avait commencé à collectionner des originaux de bande dessinée dans les années 1940, lorsqu'il avait découvert que King Features Syndicate se servait de dessins de Krazy Kat pour colmater des fuites d'eau. Comme sa collection s'agrandissait au fil des ans, il décida au début des années 1960 de la rendre accessible au public, soutenu par des collègues, mais le projet ne parvenait pas à aboutir. Grâce à une subvention de 100 000 $ de la Fondation Hearst, Walker put cependant ouvrir en 1974 à Greenwich (Connecticut) le Museum of Cartoon Art, qui déménagea en 1976 dans un manoir de Rye Brook, près de New York. Les expositions étaient organisées par Brian Walker, fils de Mort. Il prit le nom de National Cartoon Museum (NCM). 
À la suite de l'agrandissement des collections, le musée devint trop exigu et Walker se mit en quête d'un nouvel emplacement. Son choix s'arrêta à Boca Raton en Floride, dans le comté de Palm Beach. La municipalité de cette ville cherchait en effet une institution culturelle pour son quartier commerçant de Mizner Park (en), et offrit au musée un terrain d'une valeur de 2,5 millions de dollars. Après deux ans de levées de fonds (menées par Jim Davis) et de tractations diverses, les travaux commencèrent et le 10 mars 1996 le musée rouvrit sous le nom d’International Museum of Cartoon Art. C'était en 1998 la plus grande collection mondiale de bandes dessinées ouverte au public avec plus de 160 000 œuvres originales, 10 000 comic books et des centaines d'heures de vidéos, le plus souvent donnés par les artistes eux-mêmes. Elle était estimée à la fin du XXe siècle à vingt millions de dollars. Son Hall of Fame comprenait 31 artistes.
Le 31 juillet 2002, le musée ferma par manque de rentabilité. Mort Walker n'arriva pas à le faire rouvrir (un projet d'installation au troisième étage de l'Empire State Building échoua en 2006). La collection fut alors absorbée par le Billy Ireland Cartoon Library & Museum de l'université d'État de l'Ohio en 2008.

## Organisation du musée

### Boca Raton
De son ouverture en 1996 à sa fermeture en 2002, le musée n'occupa que le premier des trois niveaux du bâtiment. La partie purement muséale du rez-de-chaussée de 2 400 m2 était constituée d'une exposition permanente des plus belles pièces du musée regroupées par genre (comic strip, comic book, dessin de presse), d'un Hall of Fame rendant hommage aux principaux pionniers et maîtres de la bande dessinée américaine et d'expositions temporaires comme Garfield: 20 years and Still Kicking, In Line with Al Hirschfeld ou 50 Years of Peanuts: The Art of Charles M. Schulz. On y trouvait également le Create-A-Cartoon Center, des salles d'activités pour les scolaires et un petit théâtre.

### Composition duHall of Fame
À la fermeture du musée, 32 auteurs américains figuraient dans l'International Museum of Cartoon Hall of Fame.
- Peter Arno
- Carl Barks
- Dik Browne
- Milton Caniff
- Al Capp
- Roy Crane
- Billy DeBeck
- Rudolph Dirks
- Walt Disney
- Will Eisner
- Bud Fisher
- Harold Foster
- Charles Dana Gibson
- Rube Goldberg
- Chester Gould
- Harold Gray
- Herblock
- George Herriman
- Lynn Johnston
- Chuck Jones
- Walt Kelly
- Winsor McCay
- George McManus
- Thomas Nast
- Frederick Opper
- Richard Outcault
- Alex Raymond
- Charles Schulz
- Elzie Segar
- Jimmy Swinnerton
- Mort Walker
- Chic Young

## Expositions
- 50 Years of Peanuts: The Art of Charles M. Schulz (2 octobre 1999-2 avril 2000)
- Off The Wall Street Journal: 50 Years of Funny Business (20 novembre 1999-2 avril 2000)
- Oscars and animation (14 avril-29 octobre 2000)
- The Legacy of Mort Walker: 50 Years of Beetle Bailey (11 novembre 2000-25 février 2001)
- Reuben Award Winners (7 avril-31 mai 2001)
- Dennis the Menace: The Boy next door (26 mai-30 novembre 2001)
- 100 Years of the American Newspaper Comic Strip (2001)